# 松島松太郎

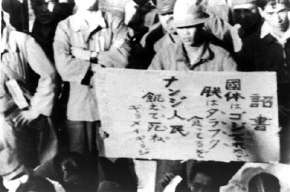
食糧メーデーの時の松島

松島 松太郎（まつしま まつたろう、1915年10月22日 - 2001年8月9日）は、日本の労働運動家、政治家。
日本共産党田中精機細胞リーダー。中央大学専門部中退で、元日本銀行職員。
1946年の飯米獲得人民大会の際に掲示したプラカードの内容が不敬罪に問われた、プラカード事件の被告として知られる。

## 経歴
東京市芝区高輪（現・東京都港区高輪）で職人の家庭に生まれる。1930年、高等小学校を卒業後、日本銀行に給仕として就職。労働のかたわら大倉商業学校（現・東京経済大学）の定時制で学ぶ。在学中、小宮山量平と左翼グループを結成。1934年2月に検挙されたが、3月の卒業直前に釈放された。1934年4月、試験に合格して行員に昇格し、出納局経理課に異動。同月、中央大学専門部法律学科（二部）に進学。
しかし1935年から肺結核で休職し、1939年まで闘病生活を送る。この間、山田盛太郎の『日本資本主義分析』や野呂栄太郎らによる『日本資本主義発達史講座』などを読み、社会科学を研究。中央大学は中退。1938年には日銀も休職の猶予期間満了により退職となる。
1941年、東京市三田の田中精機工業株式会社（2011年に商号を改め「TNK」）に総務課長扱いで入社。敗戦後、1945年11月に、再建直後の日本共産党に入党。田中精機に労働組合を結成して委員長に就任する。
1946年5月19日の飯米獲得人民大会（食糧メーデー）で、表に「詔書　国体はゴジされたぞ、朕はタラフク食ってるぞ、ナンジ人民飢えて死ね、ギョメイギョジ」、裏に「働いても働いても何故私達は飢えねばならぬか、天皇ヒロヒト答えて呉れ」と書かれたプラカードを掲げて参加し、不敬罪で逮捕される（プラカード事件）。
1946年11月2日、東京地方裁判所で
との理由で名誉毀損による懲役8か月の実刑判決が下る。これに対し弁護側は名誉毀損罪が親告罪である点を衝き、天皇の告訴なしになぜ名誉毀損罪が成立するのか、との理由で控訴。
1947年6月28日、東京高等裁判所は「不敬罪だが日本国憲法の公布にともなう大赦令で免訴」との判断を下す。最終的に1948年5月26日、最高裁判所で公訴権の消滅を理由に上告棄却となり、免訴が確定した。最後の不敬罪事件となる。
1950年以降は神奈川県川崎市に居住し、日本共産党の専従として活動。1960年の安保闘争では神奈川県民会議の代表幹事として運動を指導。衆院選、参院選に立候補したが落選。1973年11月、日本共産党中央委員に就任するとともに、神奈川県委員長を兼任。のち日本共産党中央党学校の主事を務めた。
2001年8月9日、胃癌で死去。